# 1951 en dadaïsme et surréalisme
Pour l'année, voir 1951.
 Chronologie de dada et du surréalisme 
- 1947
- 1948
- 1949
- 1950
- 1951
- 1952
- 1953
- 1954
- 1955

Cet article présente les faits marquants de l'année 1951 en dadaïsme et surréalisme.

## Éphémérides

### Février
- À la suite d'une conférence de Michel Carrouges Où en est le surréalisme ? avec son interprétation catholicisante, le groupe surréaliste se divise : Jacques Herold, Maurice Henry et Patrick Waldberg reprochent à André Breton de ne pas prendre parti et démissionnent[1].

### Mars
- André Breton et Benjamin Péret rédigent la plaquette L'Affaire Pastoureau qui répond aux accusations faites à l'encontre de Breton pendant l'affaire Carrouges[2].

### Mai
- 2 mai
Le tract Haute fréquence clôt l' Affaire Carrouges : « Pour nous, il va sans dire que la religion judéo-chrétienne reste, au sens propre, l'ennemie acharnée de l'homme. »[3]

### Août
- La revue L'Âge du cinéma publie un numéro spécial sur le surréalisme. André Breton ironise sur l'engagement d'Henri Matisse de décorer la chapelle de Vence, sur le peintre Fernand Léger « ce costaud de bazar, maître de l'inexpressif » et le cinéma pourtant capable de « représenter l'amour » bien qu'il n'ai retenu que quelques films à épisodes comme Les Mystères de New York, Les Vampires ou Peter Ibbetson[2].

### Octobre
- 12 octobre
André Breton, Sucre jaune, article publié dans Arts en réaction au texte d'Albert Camus, Lautréamont et la banalité.
Camus; : « Le conformisme est une des tentations nihilistes de la révolte qui domine une grande partie de notre histoire intellectuelle. Elle montre en tout cas comment le révolté qui passe à l'action, s'il oublie ses origines, est tenté par le plus grand conformisme. Elle explique donc le XXe siècle. Lautréamont, salué ordinairement comme le chantre de la révolte pure, annonce au contraire le goût de l'asservissement intellectuel qui s'épanouit dans notre monde. Les Poésies ne sont qu'une préface à un « livre futur » ; et tous de rêver sur ce livre futur, aboutissement idéal de la révolte littéraire. »[4]paru dans Les Cahiers du Sud en septembre. 
Réponse de Breton : « Albert Camus ne veut voir en Lautréamont qu'un adolescent « coupable » qu'il faut que lui - en sa qualité d'adulte - il morigène. Il va jusqu'à lui trouver dans la seconde partie de son œuvre : Poésies, une punition méritée. À en croire Camus, Poésies ne serait qu'un ramassis de « banalités laborieuses » […] - l'expression de la « banalité absolue », du plus « morne conformisme. »[5]

- 12 octobre
Publication dans Le Libertaire d'une Déclaration préalable au manifeste Surréalisme et anarchisme signée collectivement par Jean-Louis Bédouin, Robert Benayoun, Breton, Adrien Dax, Jean-Pierre Duprey, Jean Ferry, Georges Goldfayn, Gérard Legrand, Jehan Mayoux, Benjamin Péret, Jean Schuster et Clovis Trouille : « La lutte pour le remplacement des structures sociales et l’activité déployée par le surréalisme pour transformer les structures mentales, loin de s’exclure, sont complémentaires. Leur jonction doit hâter la venue d’un âge libéré de toute hiérarchie et toute contrainte. »[6]

### Cette année-là
- À New York, publication d'une anthologie The Dada painters and poets (Les Peintres Dada et les poètes) par le peintre Robert Motherwell, entreprise commencée en 1949 mais retardée à cause d'un désaccord entre Richard Huelsenbeck et Tristan Tzara : chacun des textes, dont le Manifeste Dada 1949 de Huelsenbeck, paraissent sur une feuille séparée[7].

### Œuvres
- Rachel Baes
  - La Première leçon, huile sur toile[8]
- William Baziotes
  - Toy World, huile sur toile[9]
- Victor Brauner
  - Être rétracté, réfracté, espionné par sa conscience, huile sur toile[10]
  - L'Expérience malheureuse, huile sur toile[11]
- André Breton
  - Préface au catalogue de l'exposition Germain Nouveau à la Bibliothèque Jacques Doucet[12]
- Leonora Carrington
  - Nettoyez immédiatement dit l'archevêque, peinture sur bois[13]
- Aloise Corbaz
  - Mariage de Lichtenstein-Paris c'est un paradis, crayons de couleur sur papier[14]
- Paul Delvaux
  - L'Âge du fer, huile sur toile[15]
- Marcel Duchamp
  - Feuille de vigne femelle, plâtre peint en vert[16]
- Max Ernst
  - Les Trois Cyprès, huile sur toile[réf. nécessaire]
- Leonor Fini
  - Masque aux mouches, objet : tissu, velours, mouches métalliques, maquillage[17]
- Simon Hantaï
  - Rosée solidifiée, huile sur toile[18]
- Stanley William Hayter
  - Composition, huile sur toile[19]
- René Magritte
  - Perspective de Madame Récamier de David, huile sur toile[20]
- Matta
  - Les Roses sont belles, huile sur toile[21]
- Octavio Paz
  - Aigle ou soleil ?, recueil de poèmes : « Mérite ce que tu rêves »[22]
- Edith Rimmington
  - Museum, huile sur toile[23]
- Dorothea Tanning
  - Les Petites annonces faites à Marie, huile sur toile[24]
- Toyen
  - A la roue d'or, huile sur toile[25]